# 公牛王朝

公牛王朝两次3连冠

公牛王朝是一個NBA美國職業籃球在賽事史上所常用代稱詞，指的是芝加哥公牛隊在1990年代時所締造的常勝紀錄，該隊在1991年、1992年、1993年、1996年、1997年、1998年6個賽季都拿下該年度总冠军，在1990年代10年時間中，單一支球隊就佔去6次總冠軍，且這些場次從未有過一次搶7更成就了2次NBA史上所罕見3連霸，每年NBA共有27支至29支球隊在角逐年度總冠軍，由此可見該球隊的多年獨強局面。台灣銷售1個公牛隊特輯錄影帶：Blood on the Horns，中文翻譯名稱就叫「公牛王朝」，不過該特輯發行時間在1998年球季尚未結束前，所以內容中僅記載了前5次總冠軍，未含第6次總冠軍賽程及、相關記錄，但無礙於此用詞，整體而言仍是形容公牛隊在整個1990年代傲人戰績。

## 勝負概要
- 1991年 4:1 芝加哥公牛隊-對-洛杉磯湖人隊（主將：埃尔文·约翰逊，綽號：魔术师）
- 1992年 4:2 芝加哥公牛隊-對-波特兰拓荒者队（主將：克莱德·德雷克斯勒，綽號：滑翔機）
- 1993年 4:2 芝加哥公牛隊-對-鳳凰城太陽隊（主將：查尔斯·巴克利，綽號：惡漢、會奔跑的冰箱）
- 1996年 4:2 芝加哥公牛隊-對-西雅圖超音速隊（主將：肖恩·坎普，綽號：野獸、雨人，加里·佩顿，绰号：手套）
- 1997年 4:2 芝加哥公牛隊-對-猶他爵士隊（主將：卡尔·马龙，綽號：郵差、约翰·斯托克顿）
- 1998年 4:2 芝加哥公牛隊-對-猶他爵士隊（主將：卡尔·马龙，綽號：郵差、约翰·斯托克顿）

## 相關參見
- 芝加哥公牛隊

## 附註
1. ^  - 許多球評與體育分析都認為，倘若迈克尔·乔丹（Michael Jordan）沒有在1994年退休，1995年復出，則該兩年的NBA年度總冠軍應當仍是由他領軍的公牛隊所獲得，恰巧的是該兩年的NBA總冠軍由哈基姆·奧拉朱旺（Hakeem Olajuwon）領軍的休士頓火箭隊所拿下，所以也有不客氣的球評表示：火箭隊那兩年的冠軍與冠軍戒指，是從麥可·喬登身邊偷走的。但是歷史與時間的交錯是無法交錯論證
2. ^  - 過程中有2支成立於加拿大都市的球隊也加入NBA聯盟，分別是與溫哥華灰熊隊，之後又加入夏洛特山貓隊（原「夏洛特黃蜂隊」的地主城市改成新奧爾良，成為「新奧爾良黃蜂隊」，也可叫「紐奧爾良黃蜂隊」）改成，使整個聯盟達30支球隊。
3. ^  - 在公牛王朝之後的若干年間，洛杉磯湖人隊成為新的聯盟勁旅，並拿下數次的年度總冠軍，因此又有了新的時代封號，稱為「紫金王朝」，因為湖人隊的制服球衣為紫色與黃色相互搭配的風格，故如此稱呼，不過紫金王朝維持不到三年，則因球队两位主将沙奎尔·奥尼尔和科比·布莱恩特之间的矛盾而氣勢、實力大減，改由其他球隊取代其「霸權」地位。